# 纽约大道
纽约大道（New York Avenue）是美国华盛顿哥伦比亚特区的一条对角线大道，穿过该市的西北区和东北区，从白宫东北一直到马里兰州边界。

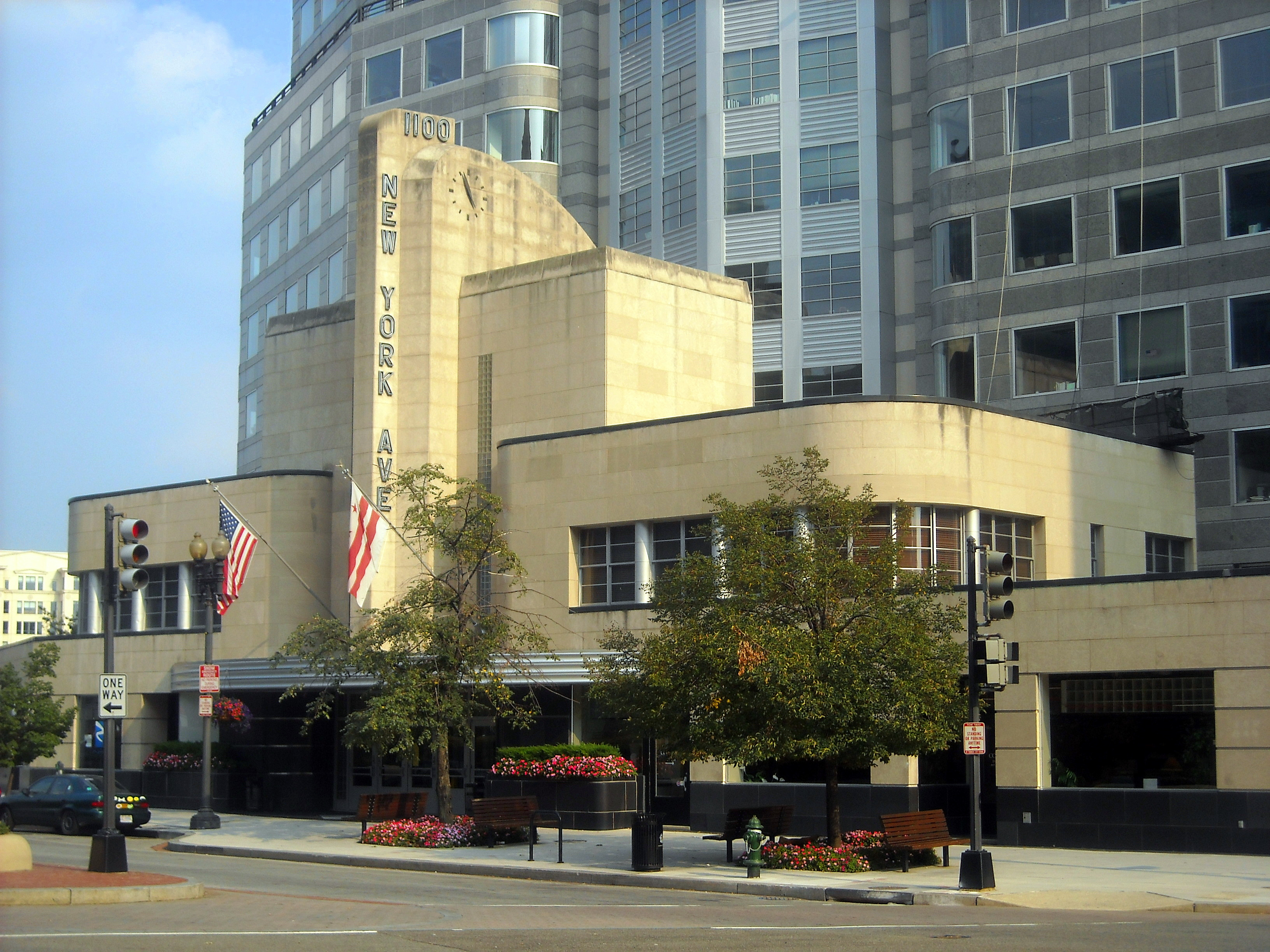
纽约大道1100号

纽约大道沿线或附近的景点包括纽约大道99号的美国烟酒枪炮及爆炸物管理局（2008年开业）、美国国家植物园大门（包括国会大厦廊柱）、 7街路口的沃尔特华盛顿会议中心（2003年开业）、国立女性艺术博物馆、纽约大道长老会和科科伦美术馆等。
纽约大道上有华盛顿地铁上的诺玛-高立德大学站提供服务。